# 𐤎
La semk (𐤎‏‏‏‏) es la decimoquinta letra del alfabeto fenicio. Representaba el sonido silbante, alveolar, predorsal y sordo transliterado como /s/, aunque otros autores defienden el sonido compuesto /ts/. De esta letra derivan la samek siríaca (ܣ / ܤ), la sámej hebrea (ס), la xi (Ξ) griega y quizás la ji (Χ) griega, la X latina y la Х cirílica.

## Historia
El origen de la letra semk no es claro, aunque se cree que representaría una «raspa de pescado», como denunciaría el término árabe moderno samek (سمك) «pez». Por otro lado, el glifo podría haber derivado del jeroglífico egipcio de dyed.

### Origen

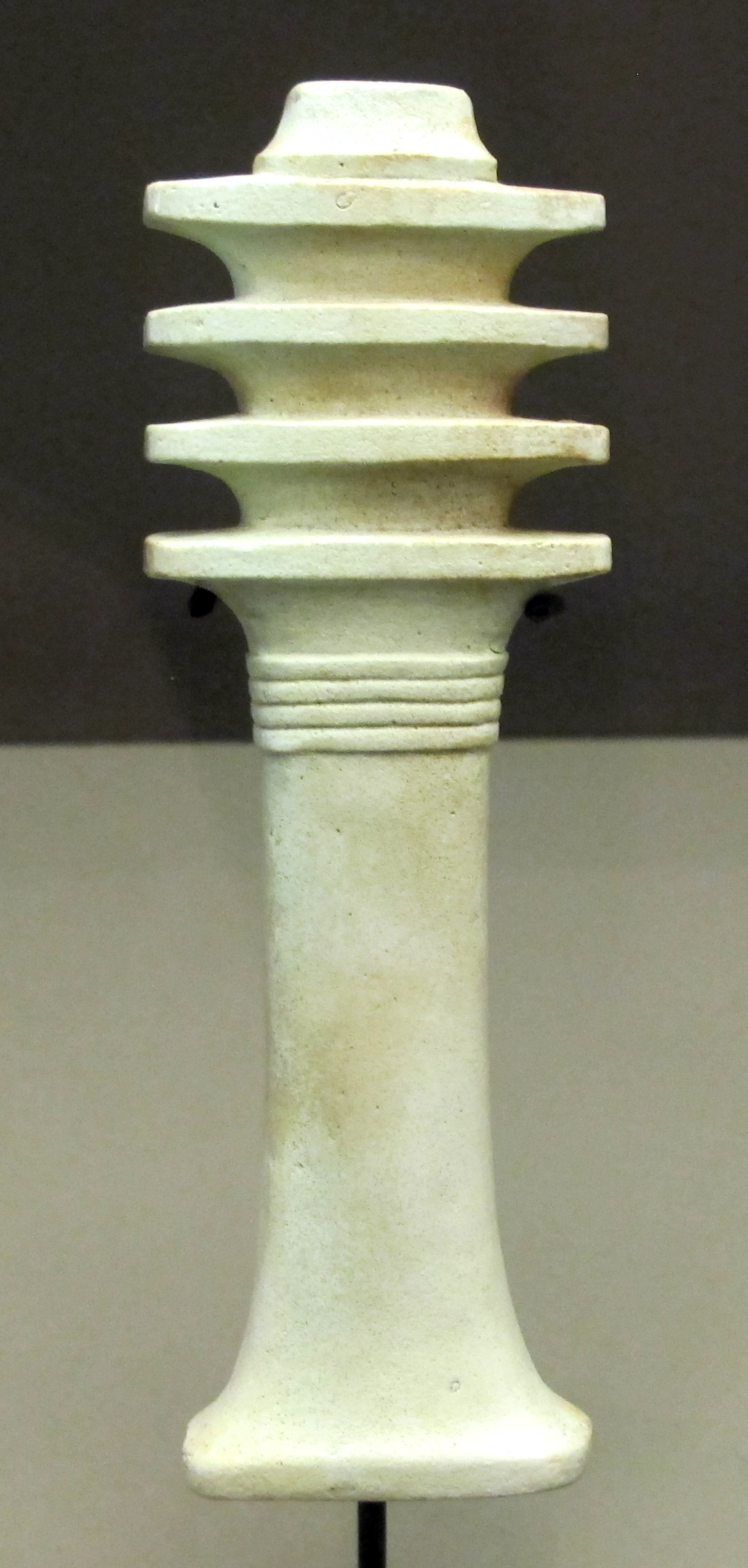
Amuleto del pilar Djed

La letra fenicia es la continuación de un glifo del alfabeto protosinaítico de la Edad del Bronce Medio. Se cree que su forma estaba basada en el jeroglífico egipcio de una estaca o soporte de una tienda de campaña, posiblemente inspirado en la forma del jeroglífico del pilar Djed. De hecho la raíz existe en hebreo סמך s-m-kh 'soporte', סֶמֶךְ semekh 'apoyo, descanso', סוֹמֵךְ somekh 'clavija, poste', סוֹמְכָה somkha 'reposabrazos', סָמוֹכָה smokha 'apuesta, apoyo', e indirectamente la s'mikhah סמיכה, en el arameo existe סַמְכָא samkha 'zócalo, base', סְמַךְ smakh 'apoyo, ayuda' y en el siríaco semkha 'apoyo'.

### Evolución
La forma de samek sufre una evolución complicada. En las escrituras arcaicas, el trazo vertical puede atravesando los tres trazos horizontales o debajo de ellos. La forma cerrada del samek hebreo no se desarrolló hasta el período asmoneo.
| Fenicio (hacia 800 a. C.) | Samaritano (hacia 400 a. C.) | Arameo imperial (c. 400 a. C.) | Hebreo (desde ca. 50 a. C.) |
| ------------------------- | ---------------------------- | ------------------------------ | --------------------------- |
|                           | ࠎ                            |                                |                             |

La letra fenicia dio origen a la letra griega xi (Ξ), mientras que su nombre también puede haber influido en el nombre de la letra griega sigma, que no tendría más relación.
La forma arcaica de "cuadrícula" del griego occidental xi () fue adoptado en el alfabeto etrusco temprano (𐌎 esh), pero nunca apareció en el alfabeto latino arcaico.
| Fenicio | Púnico | Arameo   | Arameo  | Arameo | Arameo    |
| Fenicio | Púnico | Imperial | Nabateo | Hatreo | Palmireno |
| ------- | ------ | -------- | ------- | ------ | --------- |
|         |        |          |         |        |           |

## Uso
Se discute si los fonemas ʃ (𐤔) y s (𐤎‏), claramente distinguidos en la ortografía fenicia, no acabarían fusionándose en fenicio clásico o en púnico tardío.

## Descendientes

### Alfabeto árabe
Samek no tiene descendientes directos en el alfabeto árabe, por lo que fue reemplazado por ص Ṣād (en última instancia de Ṣādē 𐤑) o س Sīn (en última instancia de Šīn 𐤔).
Se cree que el orden magrebí abjad, que aparece referenciada en escritos más antiguas, es el orden más antiguo. Véase shin س.
- El sād sustituye al Samekh en la 15.ª posición y adquiere el valor numérico de 60; el sād, una variante de sād, está en la 18.ª posición y tiene el valor numérico de 90;
  - ض Ḍād, una variante de ص ṣād, está en la posición 18 y tiene ض valor numérico de 90;
- Sīn todavía está en su posición original 21 y conserva س valor numérico de 300.

En la secuencia mashriqi abjad:
- Sin reemplaza a samekh en la 15.ª posición y adquiere س valor numérico de 60; Sh Shīn, una variante de sīn, está en la 21.ª posición y tiene el valor numérico de 300;
  - sin Shīn, una variante de sīn, está en la posición 21 y tiene ش valor numérico de 300;
- El sād todavía está en su posición original 18 y conserva el valor numérico de 90.

El alfabeto nabateo, sin embargo, que es el predecesor inmediato del alfabeto árabe, contiene la letra simkath.

### Alfabeto hebreo
La letra hebrea sámej desarrolla una forma cursiva cerrada en el período asmoneo medio (siglo I a. C.). Esta se convierte en la forma estándar en las primeras manos herodianas.

### Alfabeto siríaco
La letra siríaca ܣܡܟܬ semkaṯ se desarrolla a partir de la forma de "gancho" del arameo imperial 𐡎 y pasó a tomar forma redondeada en el siglo I. La forma siríaca antigua se desarrolla aún más hasta convertirse en una cursiva conectada tanto en las variantes de escritura oriental como occidental.
| arameo | Antiguo siríaco | Oriental | occidental |
| ------ | --------------- | -------- | ---------- |
|        |                 |          |            |

## Unicode
| Carácter      | ܣ                       | ܣ                       | ܤ                     | ܤ                     | ࠎ                           | ࠎ                           | 𐢖                        | 𐢖                        |
| ------------- | ----------------------- | ----------------------- | --------------------- | --------------------- | --------------------------- | --------------------------- | ------------------------ | ------------------------ |
| Unicode       | NABATAEAN LETTER SAMEKH | NABATAEAN LETTER SAMEKH | SYRIAC LETTER SEMKATH | SYRIAC LETTER SEMKATH | SYRIAC LETTER FINAL SEMKATH | SYRIAC LETTER FINAL SEMKATH | SAMARITAN LETTER SINGAAT | SAMARITAN LETTER SINGAAT |
| Codificación  | decimal                 | hex                     | decimal               | hex                   | decimal                     | hex                         | decimal                  | hex                      |
| Unicode       | 1827                    | U+0723                  | 1828                  | U+0724                | 2062                        | U+080E                      | 67734                    | U+10896                  |
| UTF-8         | 220 163                 | DC A3                   | 220 164               | DC A4                 | 224 160 142                 | E0 A0 8E                    | 240 144 162 150          | F0 90 A2 96              |
| Ref. numérica | &#1827;                 | &#x723;                 | &#1828;               | &#x724;               | &#2062;                     | &#x80E;                     | &#67734;                 | &#x10896;                |

| Carácter      | 𐎒                     | 𐎒                     | 𐡎                              | 𐡎                              | 𐤎                       | 𐤎                       |
| ------------- | --------------------- | --------------------- | ------------------------------ | ------------------------------ | ----------------------- | ----------------------- |
| Unicode       | UGARITIC LETTER SAMKA | UGARITIC LETTER SAMKA | IMPERIAL ARAMAIC LETTER SAMEKH | IMPERIAL ARAMAIC LETTER SAMEKH | PHOENICIAN LETTER SEMKA | PHOENICIAN LETTER SEMKA |
| Codificación  | decimal               | hex                   | decimal                        | hex                            | decimal                 | hex                     |
| Unicode       | 66450                 | U+10392               | 67662                          | U+1084E                        | 67854                   | U+1090E                 |
| UTF-8         | 240 144 142 146       | F0 90 8E 92           | 240 144 161 142                | F0 90 A1 8E                    | 240 144 164 142         | F0 90 A4 8E             |
| Ref. numérica | &#66450;              | &#x10392;             | &#67662;                       | &#x1084E;                      | &#67854;                | &#x1090E;               |